# آندره‌آ پوتزو
آندره‌آ پوتزو (انگلیسی: Andrea Pozzo; ۳۰ نوامبر ۱۶۴۲ – ۳۱ اوت ۱۷۰۹) نقاش، و معمار اهل ایتالیا بود.